# یواس‌اس لویالتی (ای‌ام-۴۵۷)
یواس‌اس لویالتی (ای‌ام-۴۵۷) (به انگلیسی: USS Loyalty (AM-457)) یک کشتی بود که طول آن ۱۷۲ فوت (۵۲ متر) بود. این کشتی در سال ۱۹۵۳ ساخته شد.